# Philip de Lange
Philip de Lange (asi 1705 Štrasburk – 17. září 1766 Kodaň) byl nizozemsko-dánský architekt, který navrhl a postavil mnoho různých typů budov v různých stylech včetně nizozemského baroka a rokoka. Podílel se také na přestavbě barokního zámku Glorup, který byl v roce 2006 vybrán vybrán mezi dvanáct nejvýznamnějších architektonických a krajinářských děl Dánska a zapsán na seznam tzv. Dánského kulturního kánonu.

## Život a kariéra

### Mládi
Philip de Lange se pravděpodobně narodil poblíž Štrasburku a vyučil se zedníkem v Nizozemsku, kde se v roce 1724 také poprvé oženil. V roce 1729 přišel do dánské Kodaně, kde si rychle získal pověst výborného architekta a stavitele.

### Stavby vDánsku
Philip de Lange vytvořil velké množství děl různých typů a styl, včetně civilních a vojenských staveb, panských sídel, venkovských domů, skladů, továren, kostelů a parků.
Vliv nizozemského baroka v jeho rané tvorbě je patrný například v objektu, který postavil pro cukráře Zieglera v ulici Nybrogade, číslo popisné 12, Kodaň (1732). Zdá se, že zpočátku byl ovlivněn především dřívější tvorbou dánského architekta Ewerta Janssena, brzy však převážili vliv díla, které vytvořili německo-dánský architekt Elias Häusser a dánský architekt Lauritz de Thurah. Stejně jako další dánský architekt Johan Cornelius Krieger se výrazně podílel na tvorbě měšťanských obydlí v Kodani, zejména sedlových domů na ulici Købmagergade (dnes součást pěší zóny v centru Kodaně).
K jeho nejvýznamnějším dílům patří sídlo Dánské asijské společnosti na umělém ostrově Christianshavn u Kodaně (1739), velký stěžňový jeřáb (dánsky Mastekranen) v královských loděnicích, který je dodnes dominantou čtvrti Holmen (1750) a sídlo Stephena Hansena v přístavním městě Helsingør (1763). Do barokního stylu upravil také zámek Glorup na ostrově Fyn, který doplnil o velkolepou mansardovou střechu (1744). V roce 2006 byl zámek vybrán mezi dvanáct nejvýznamnějších architektonických a krajinářských děl dánského kulturního dědictví a zapsán na seznam tzv. Dánského kulturního kánonu.
Téměř 30 let byl Philip de Lange hlavním stavitelem na námořní základně Holmen (dánsky Flådestation Holmen). Pro potřeby námořní základny mimo jiné v letech 1754–1756 postavil 24 dvoupatrových domů Nyboder, které sloužily pro ubytování celých rodin vojáků, kteří sloužili na této námořní základně.
Philip de Lange je připomínán také řadou menších jednoduchých staveb v klasickém rokokovém stylu. Dobrým příkladem je kostel Damsholte na ostrově Møn, který je jediným rokokovým vesnickým kostelem v Dánsku.

### Osobní život
Phillip de Lange se oženil dvakrát. Poprvé s Jacomine Pieters v nizozemském Haagu (1724), podruhé s Anna Lucia Ehlers v Kodani (1738). Jeho syn Philip Lange (Frantz Philip Nicolai Lange, 1756–1805) se stal také architektem. Významně se podílel na obnově hlavního města po velkém požáru Kodaně v roce 1795. Většina jeho dochovaných staveb je zapsána v dánském seznamu památkově chráněných budov.

## Vybrané stavby

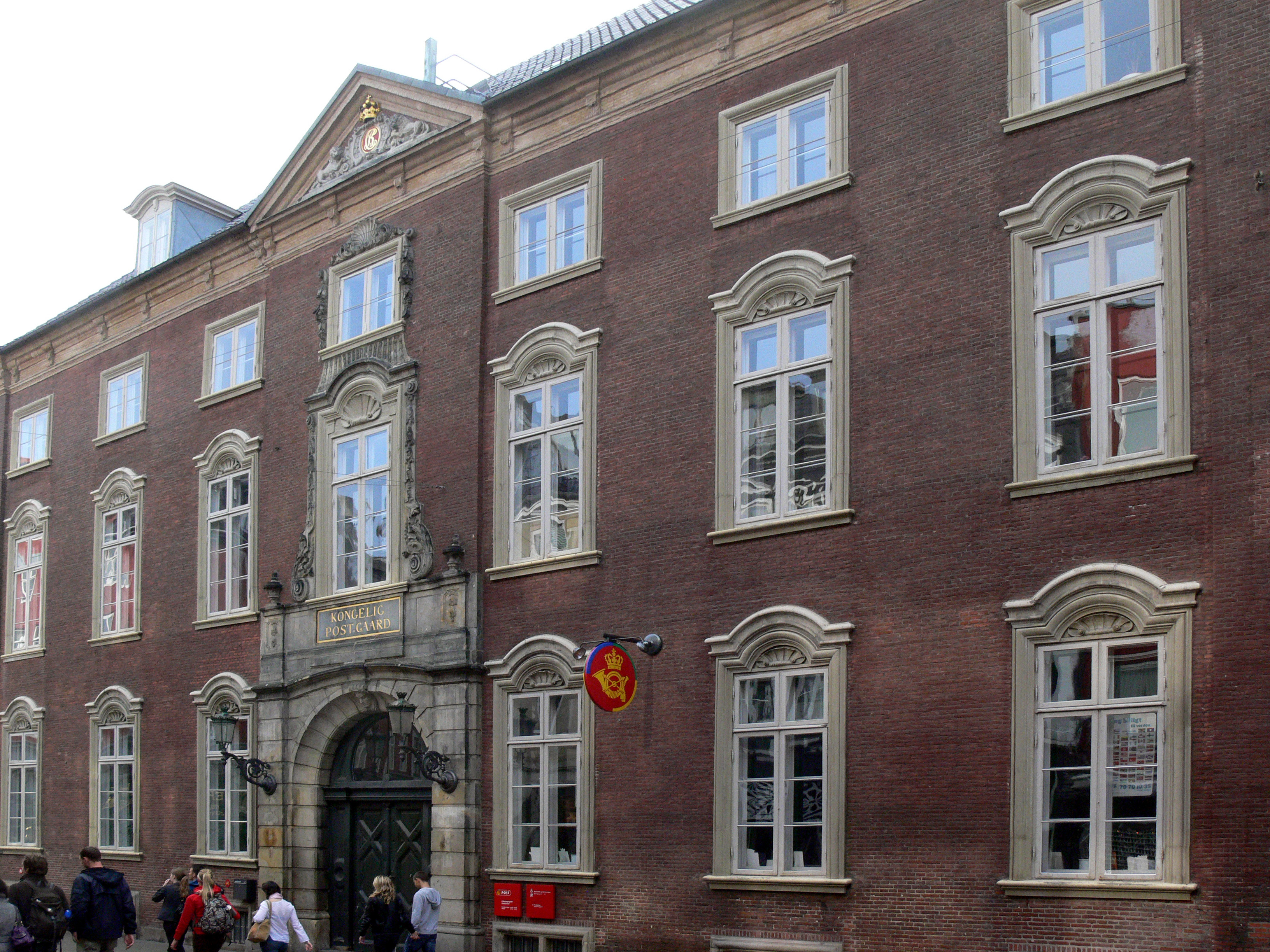
Marskalsgården, později (1779–1912) ústředí Královské pošty, Kodaň
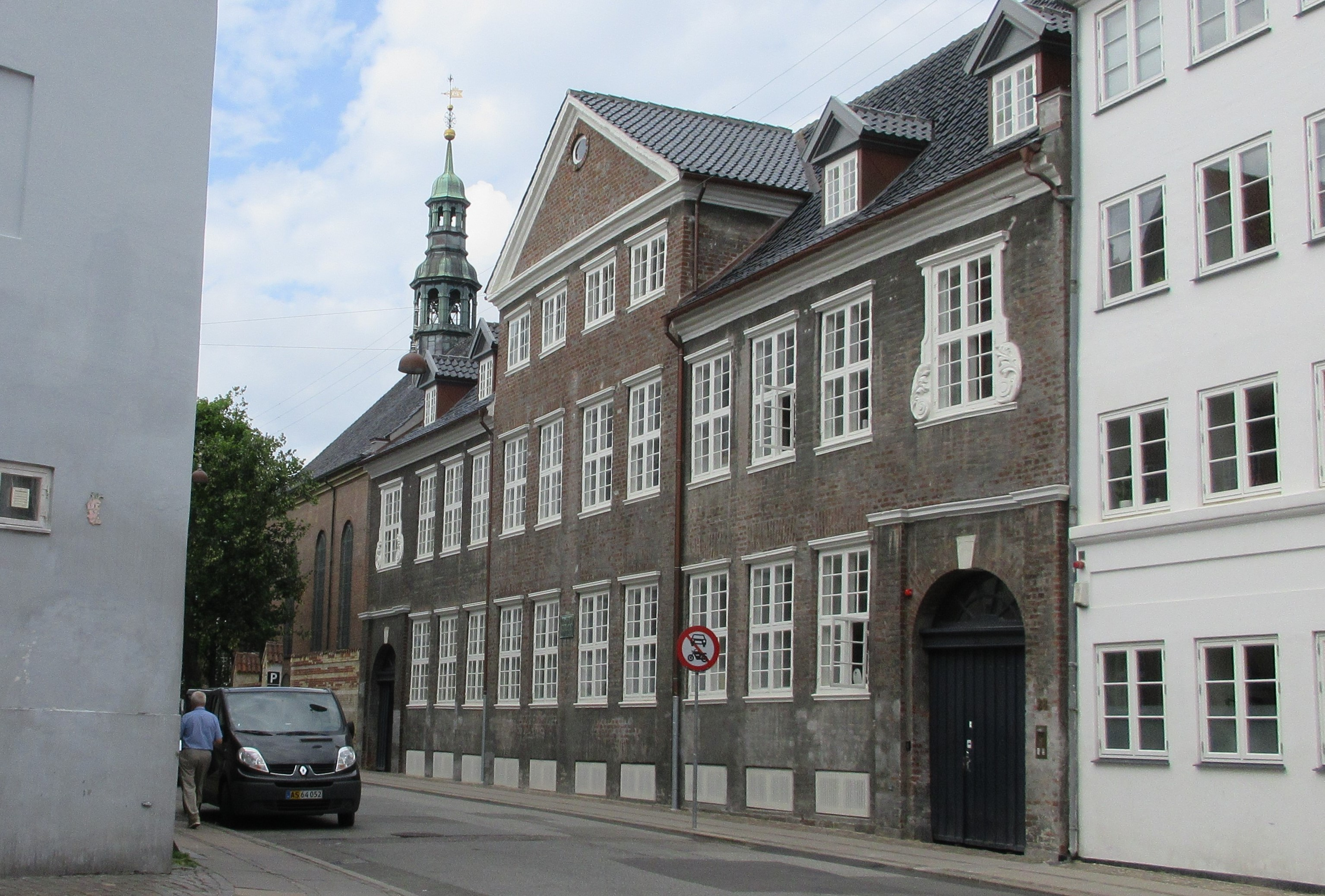
Fara reformované církve, Kodaň
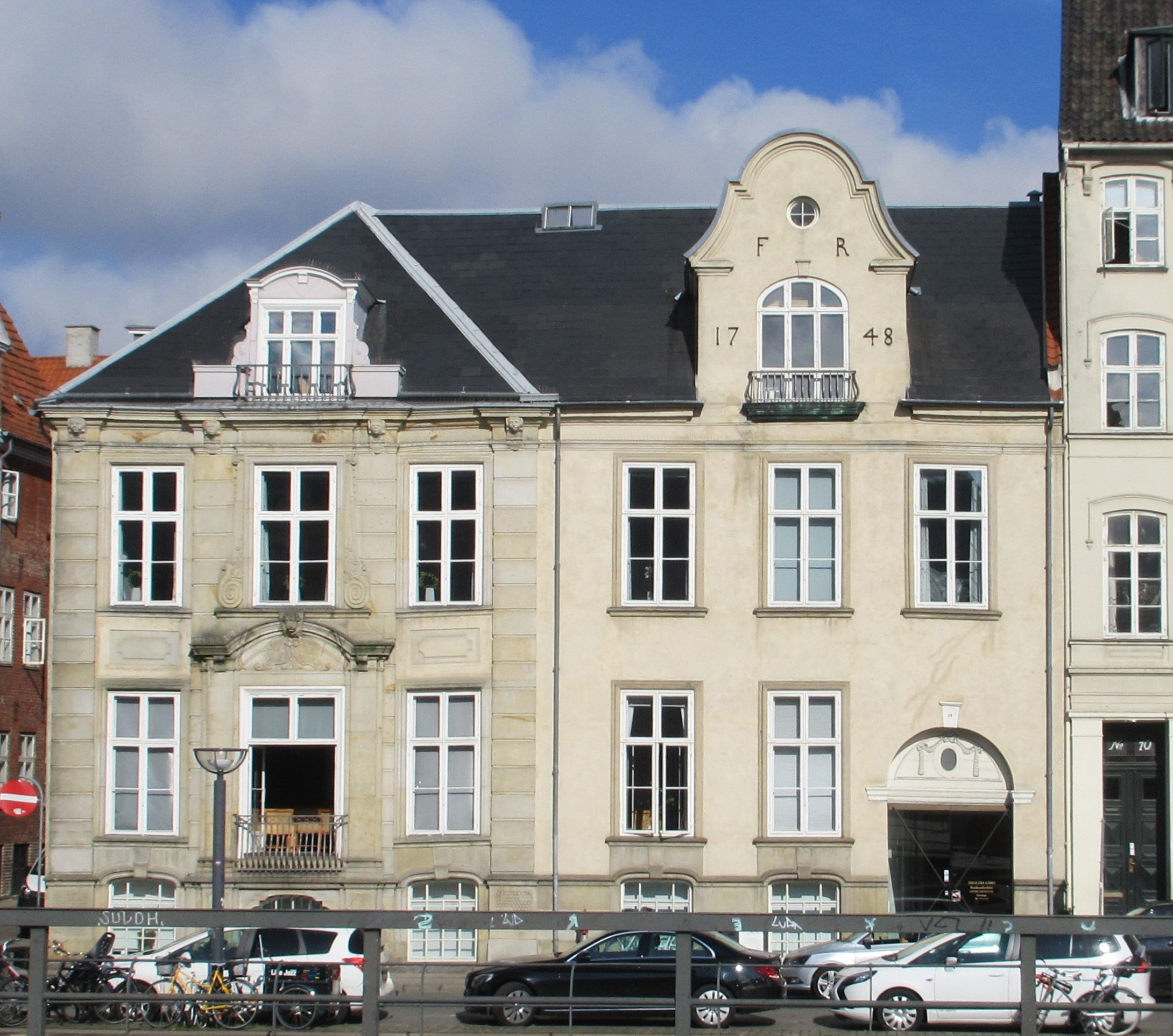
Dům cukráře Zieglera, ulice Nybrogade, Kodaň
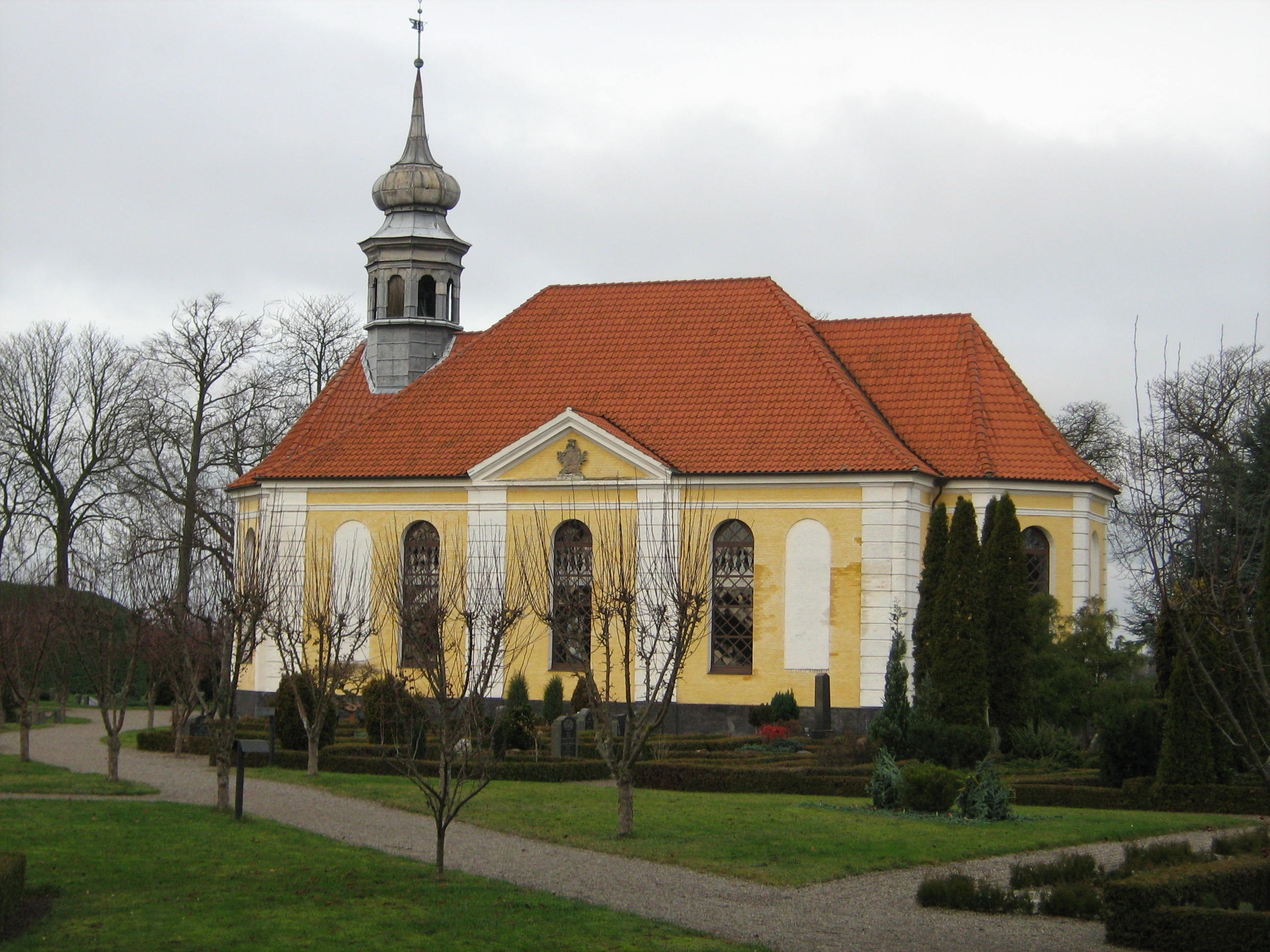
Jediný venkovský rokokový kostel: Damsholte, ostrov Møn
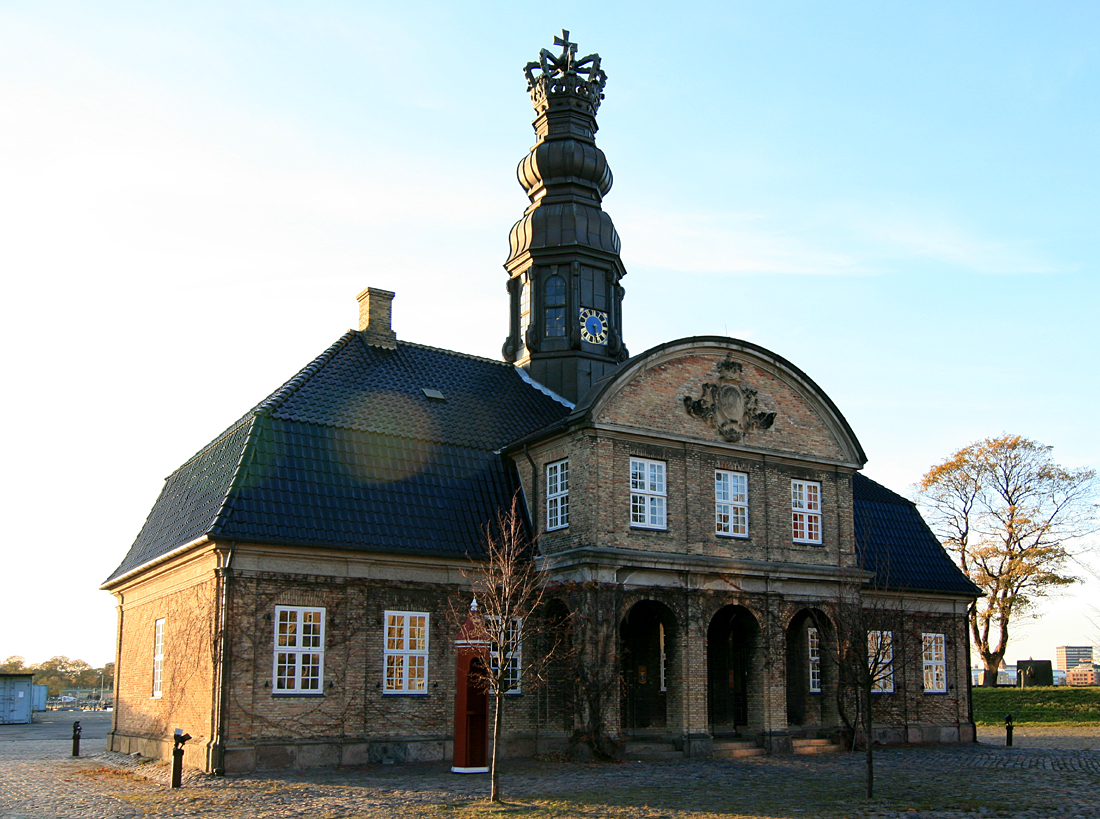
Ústřední strážnice na námořní základně Holmen, Kodaň
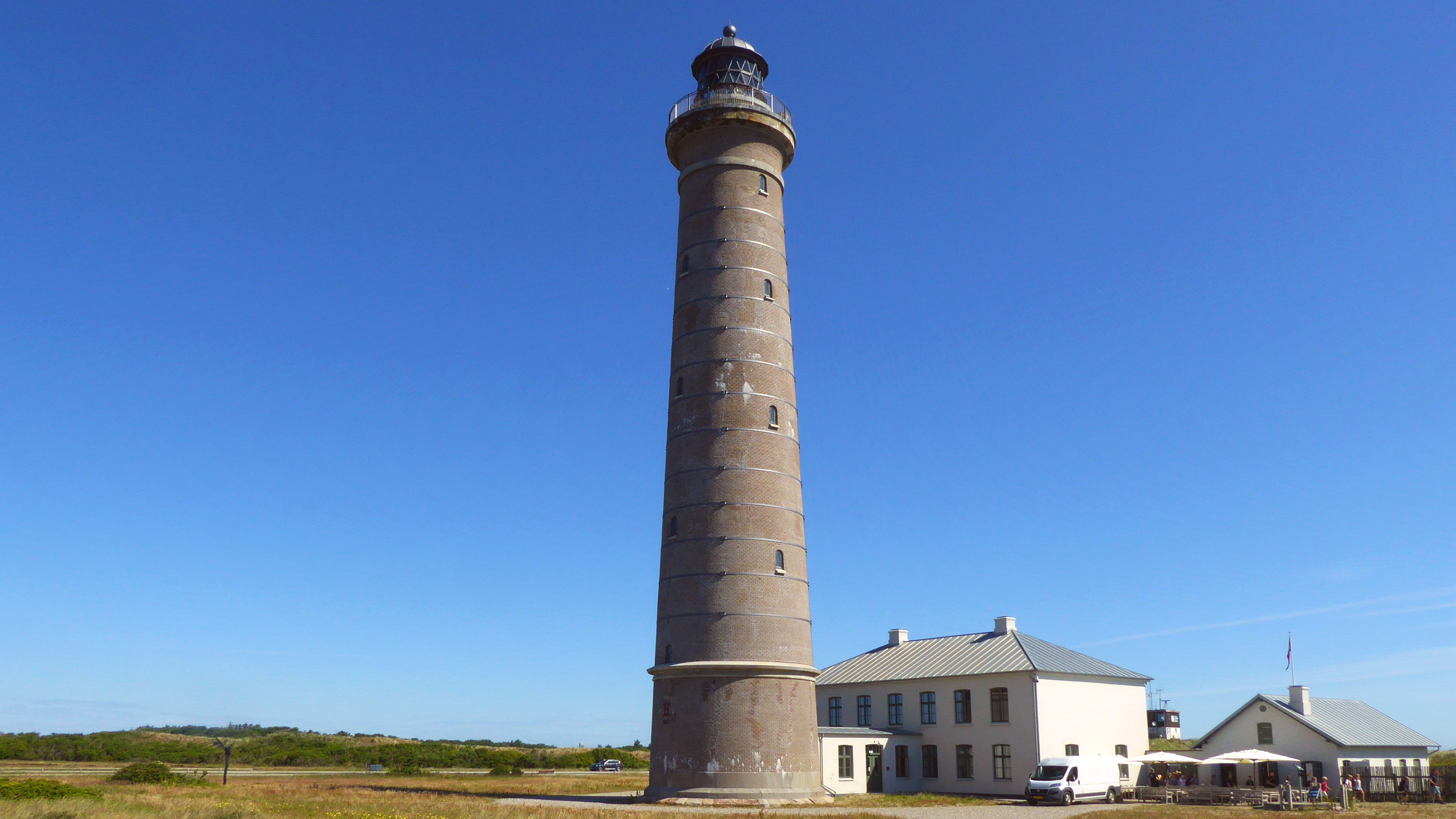
Maják, Skagen
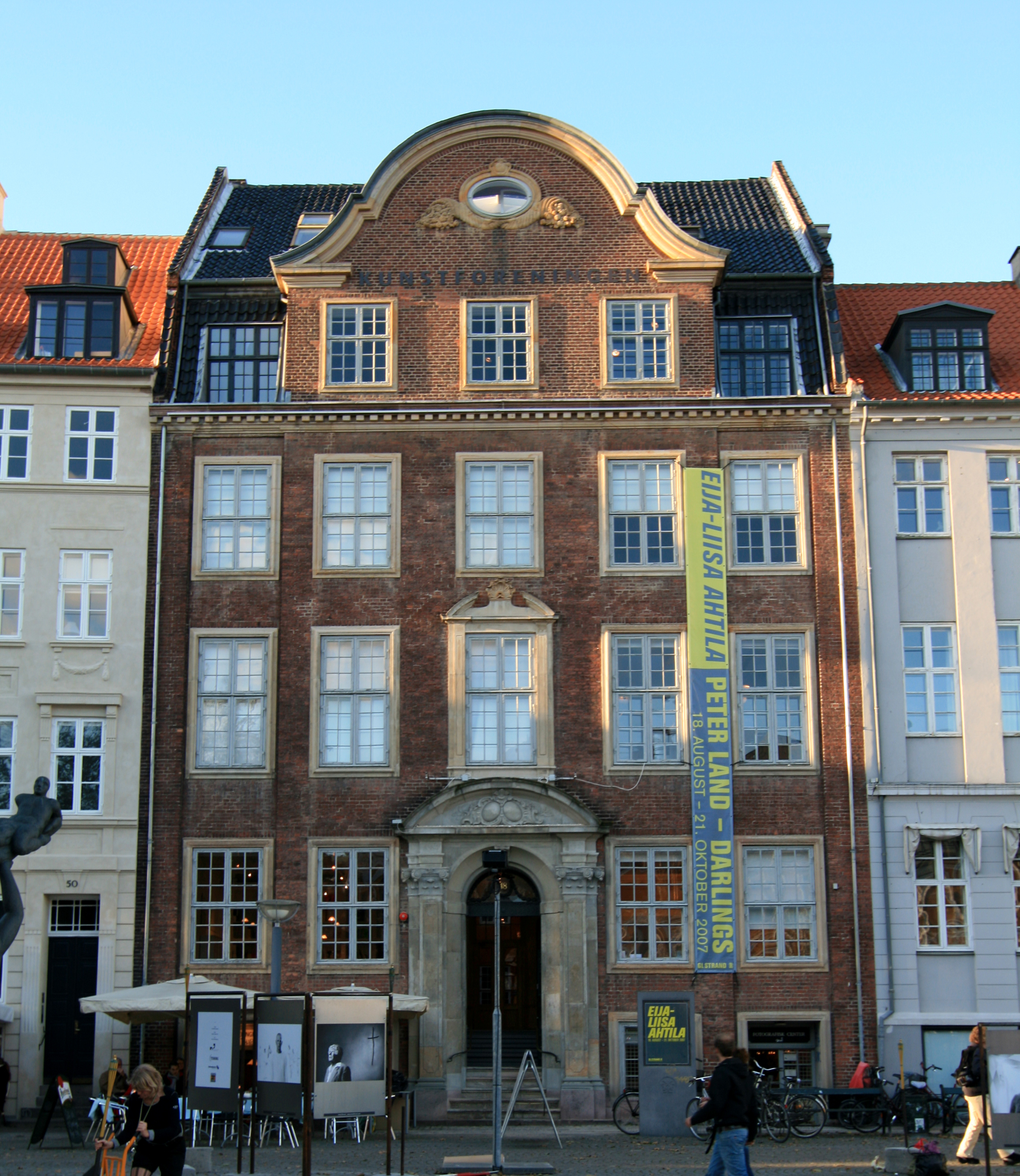
Kunstforeningen, Kodaň
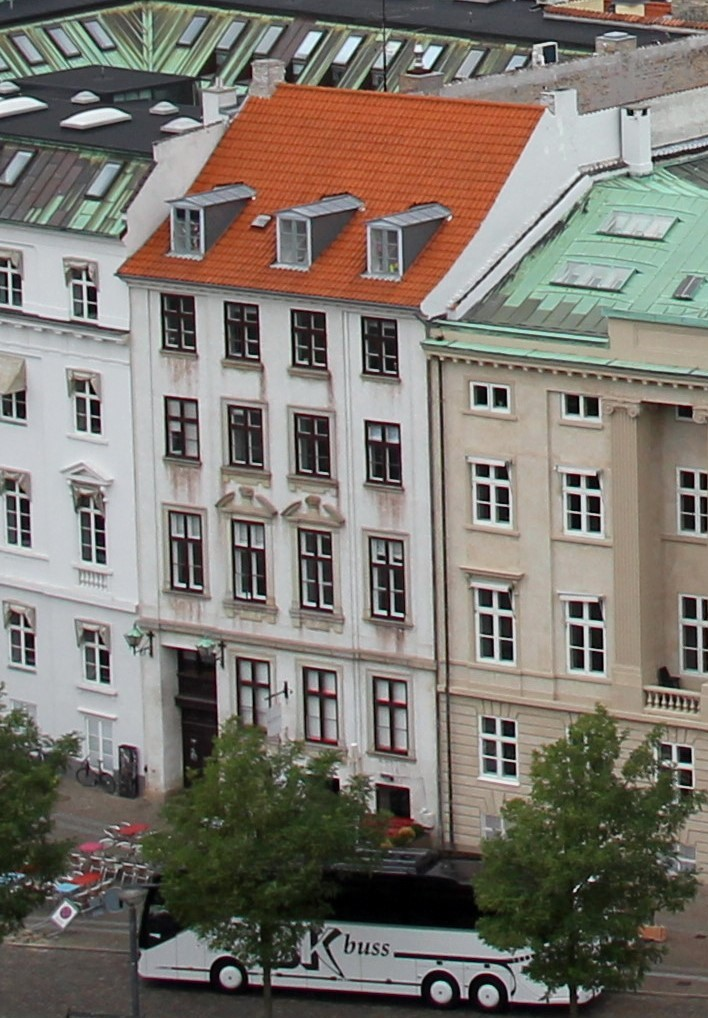
Ved Stranden 16, Kodaň
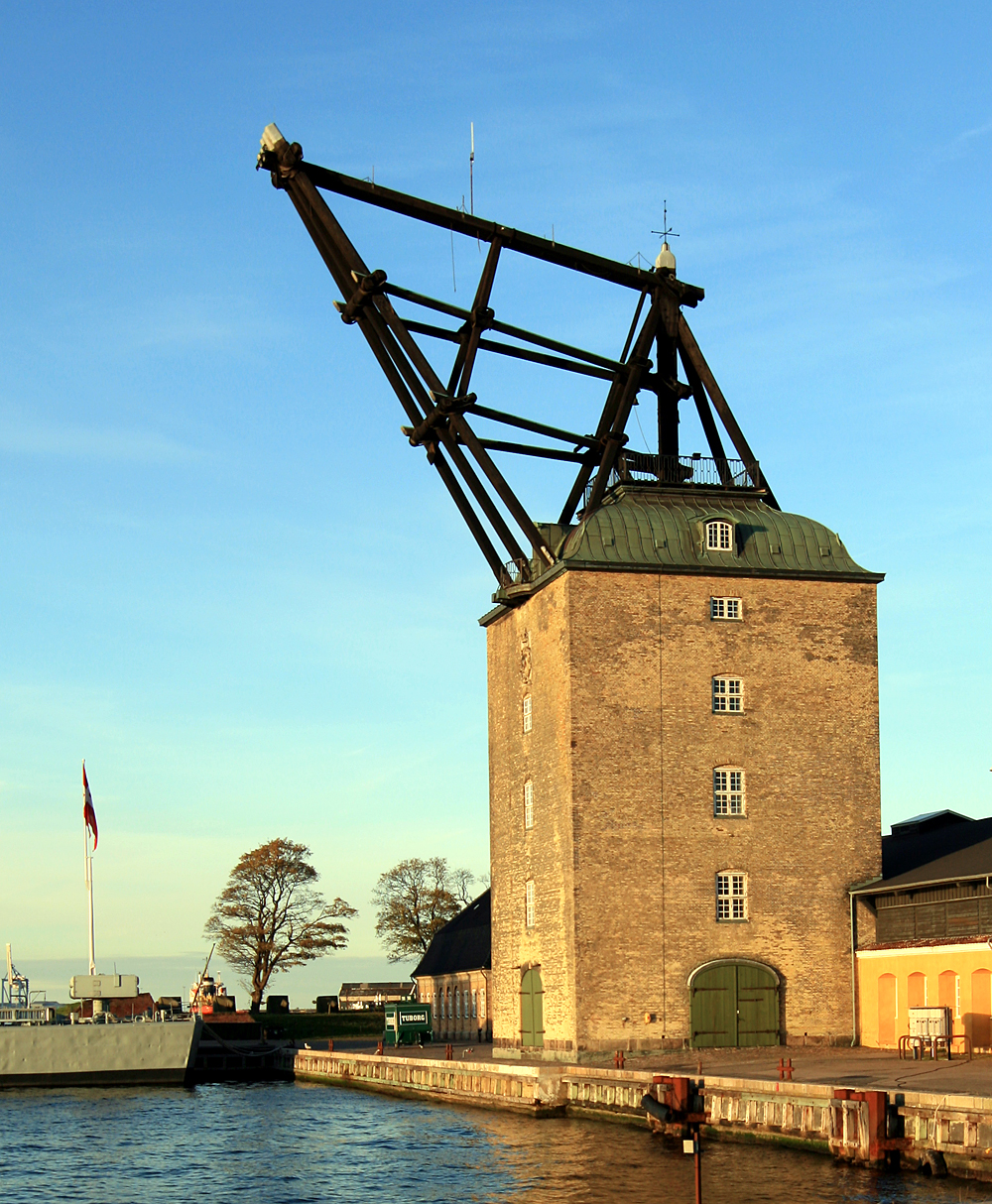
Jeřáb Mastekranen, královské loděnice, Kodaň
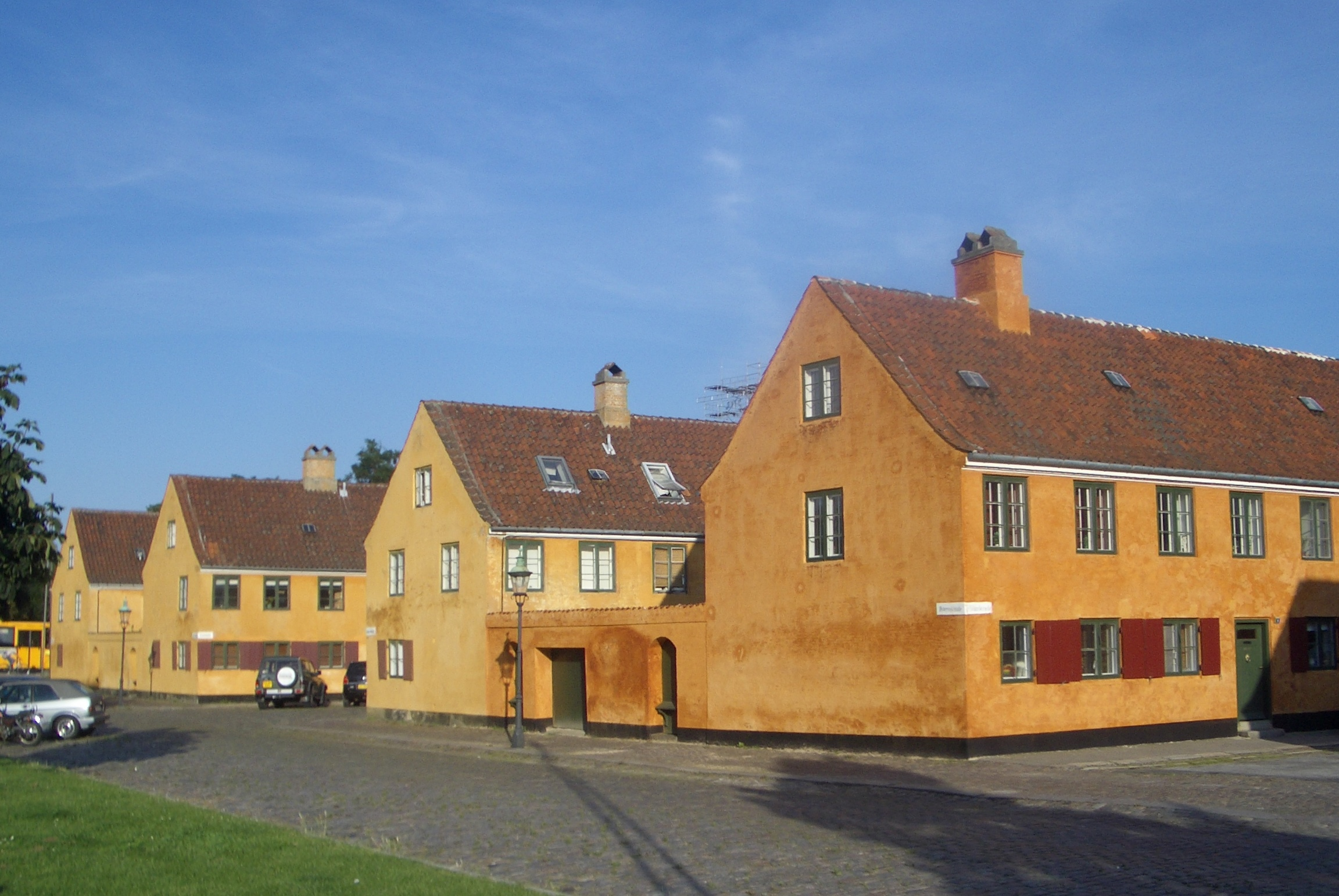
Nyboder: ubytování rodin vojáků, Holmen, Kodaň
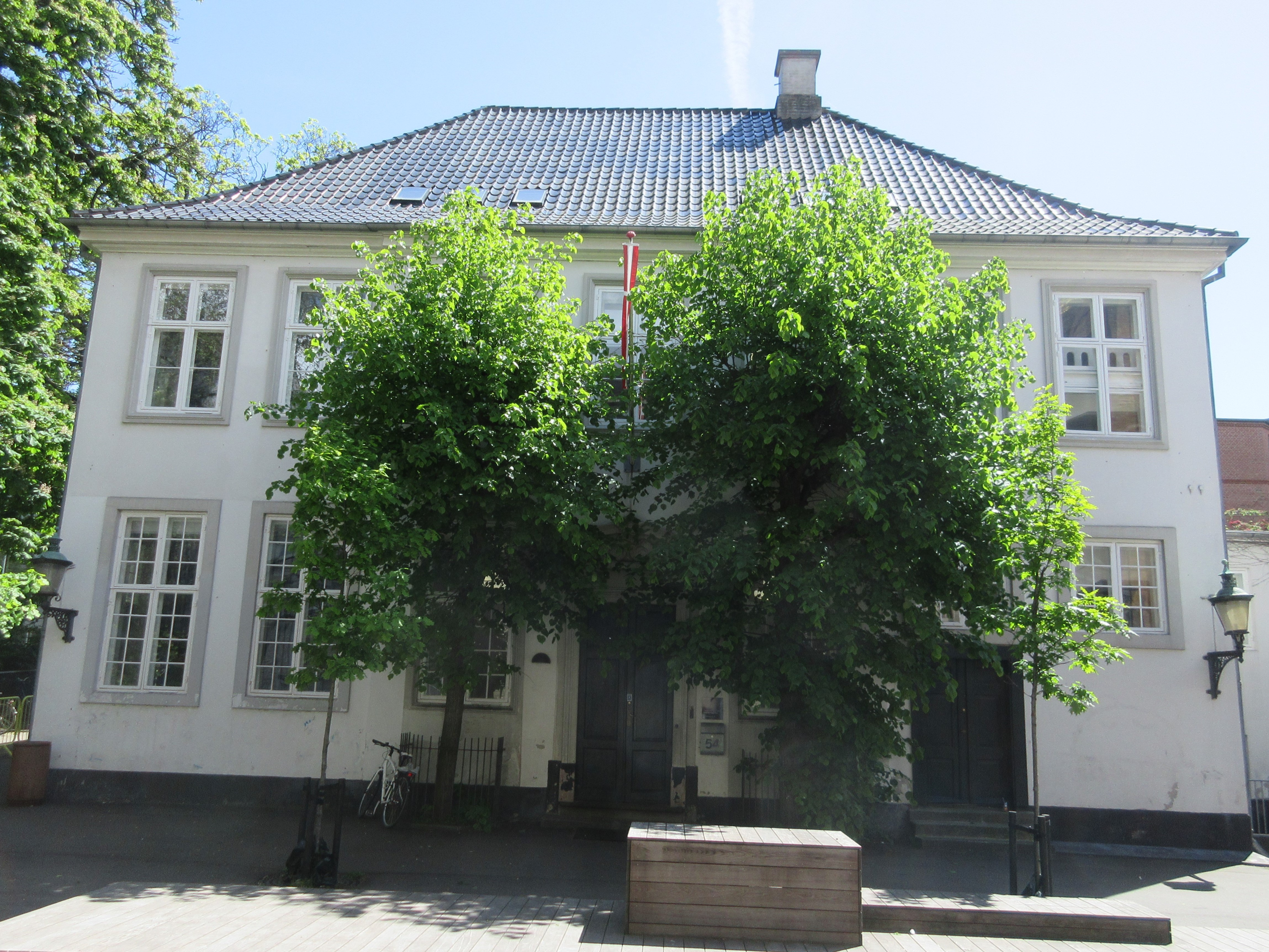
Dům Philipa de Lange, Kodaň
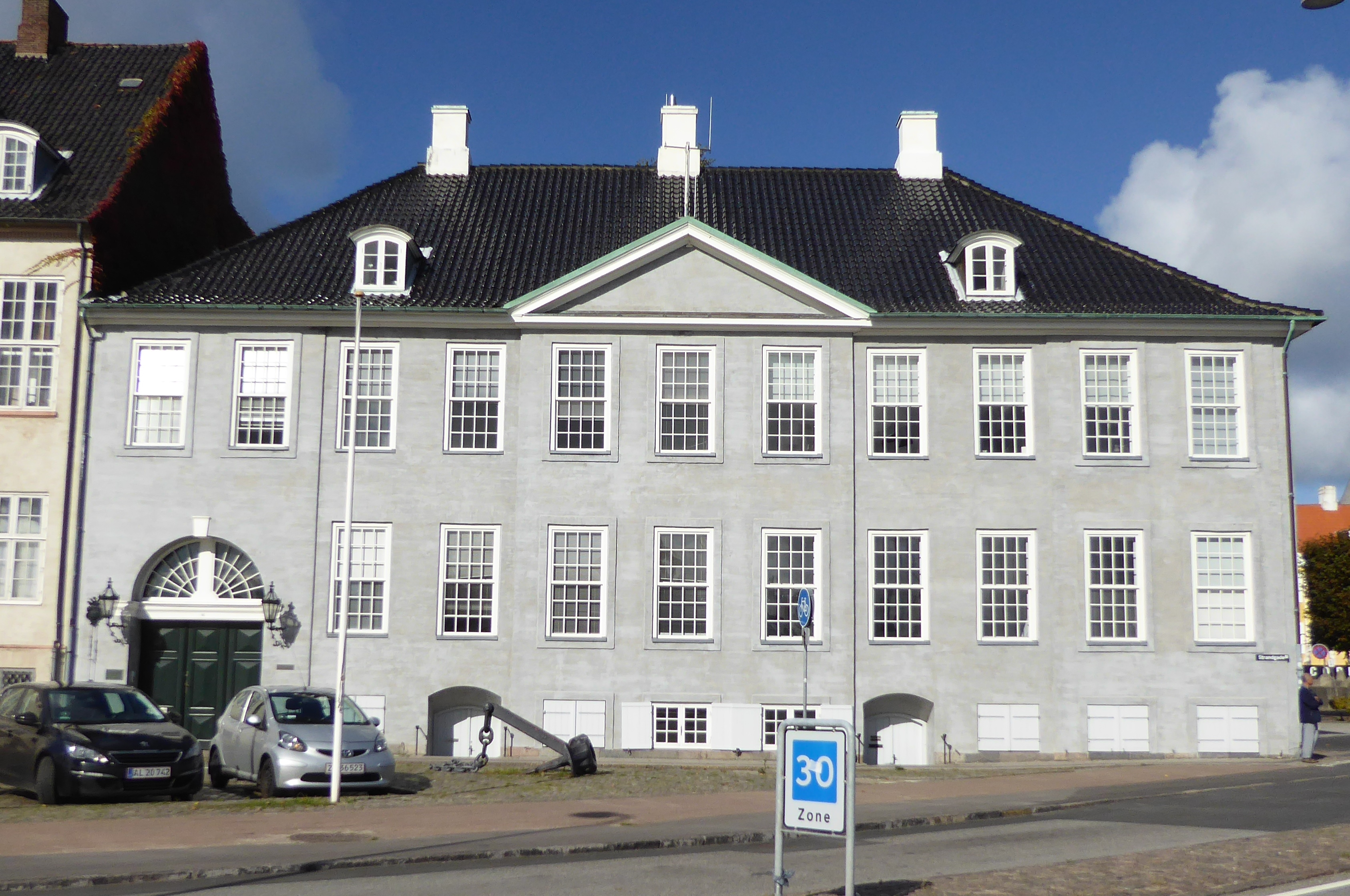
Stephen Hansen Mansion, Helsingør
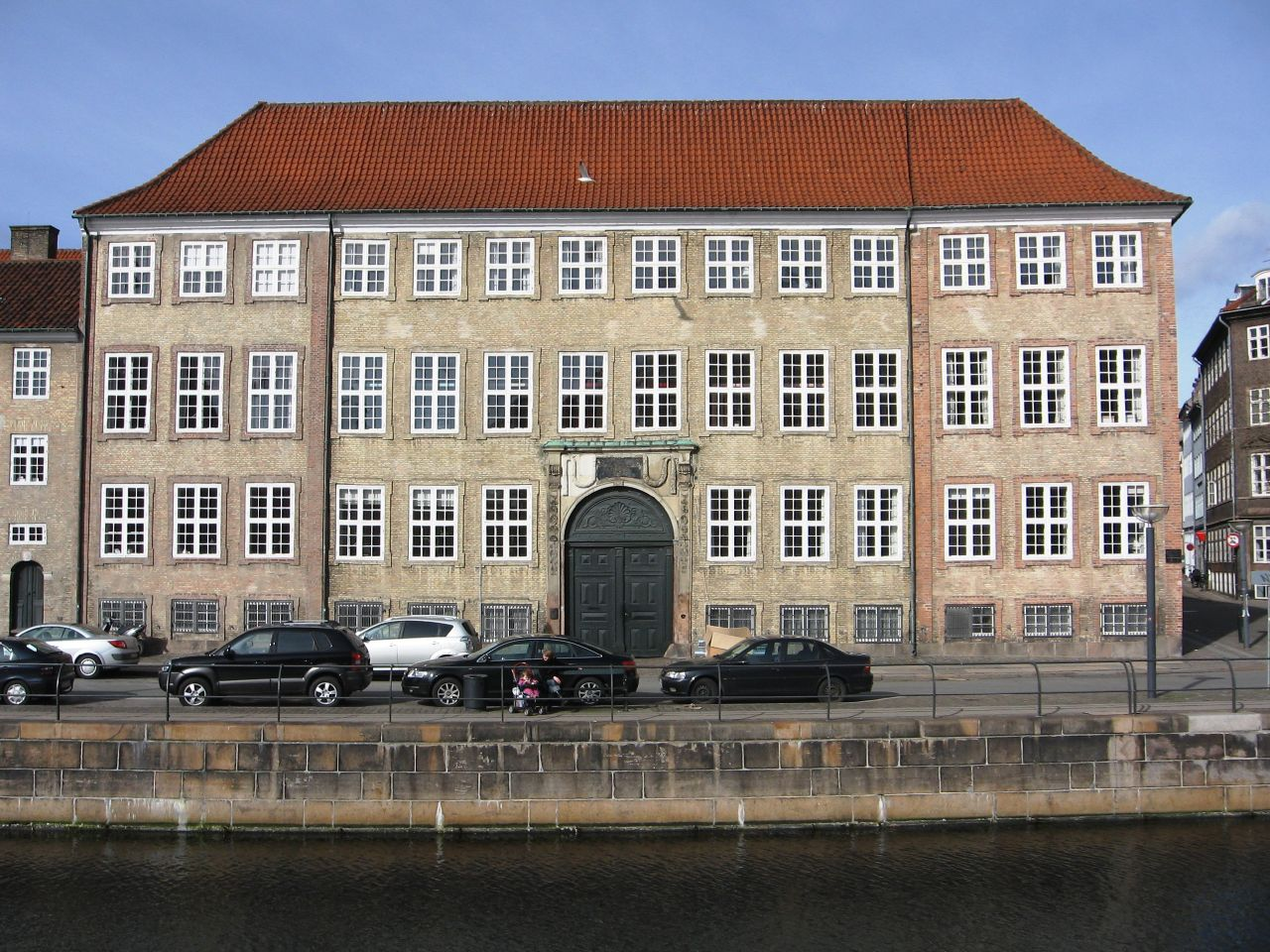
Královská zastavárna, nyní ministerstvo kultury, Kodaň (1762)